# الملاية السوداء
الملاية، هو لباس تقليدي في الشرق الجزائري. مكون من قطعة واحدة من القماش تلتحف به المرأة عند خروجها من المنزل ويكون عادة مصحوبًا بالعجار (النقاب).

## دورها في الثورة
يشار إلى أن الملاية خلال سنوات الاستعمار الفرنسي لم تكن مجرد زي نسائي يؤشر إلى قيم الوقار والحشمة والعفة بالنسبة للجزائريات، بل كان أيضا أداة لتمويه المستعمر من قبل الفدائيين الذين كانوا يرتدونه للتنقل بيسر بعيدا عن مراقبة المستعمر الفرنسي.

### قسنطينة

امرأة من قسنطينة الملاية السوداء.

## الوقت المعاصر

### سطيف
كانت اللاية السوداء رمزا من رموز مدينة سطيف، وعلامة بارزة في تاريخ المنطقة، استطاع الحجاب بأنواعه الكثيرة، أن ينزع الملاية السطايفية عن ظهور، فصار رؤية “الملاية” في شوارع المدينة وأحيائها من الأمور النادرة.

### سوق أهراس
أصبح حضور الملاية يقتصر على بعض اللوحات الفنية والأفلام الجزائرية التي تدور أحداثها في الجهة الشرقية للوطن وكذلك في بعض المتاحف الوطنية التي خصصت للزي التقليدي أو عند الفرق الفلكلورية التي تحاول إبراز أصالة الملاية من خلال اللوحات الفنية التي تعرض في بهو قصر الثقافة، خاصة أن الملاية كانت تحظى باهتمام كبير من قبل العائلات التي كانت تعدها من بين الأشياء الثمينة التي تحتفظ بها العروس بعد وفاة أمها لتنقل بعدها إلى الأحفاد نظرا لأهميتها الاجتماعية وتعد و”جالبة خير لكل دار”

### سكيكدة
من النادر اليوم أن نجد أية امرأة من نساء سكيكدة بوجه خاص، ونساء الجزائر بوجه عام، يجبن شوارع المدينة وهن مرتديات «الملاية»، فكل شيء تغيّر لتحل محله ألبسة متنوعة فحتى النساء والعجائز فضلن عدم ارتدائه.

## اُنظر أيضًا
- الحايك
- لباس الجزائر التقليدي